# شکاف برگ

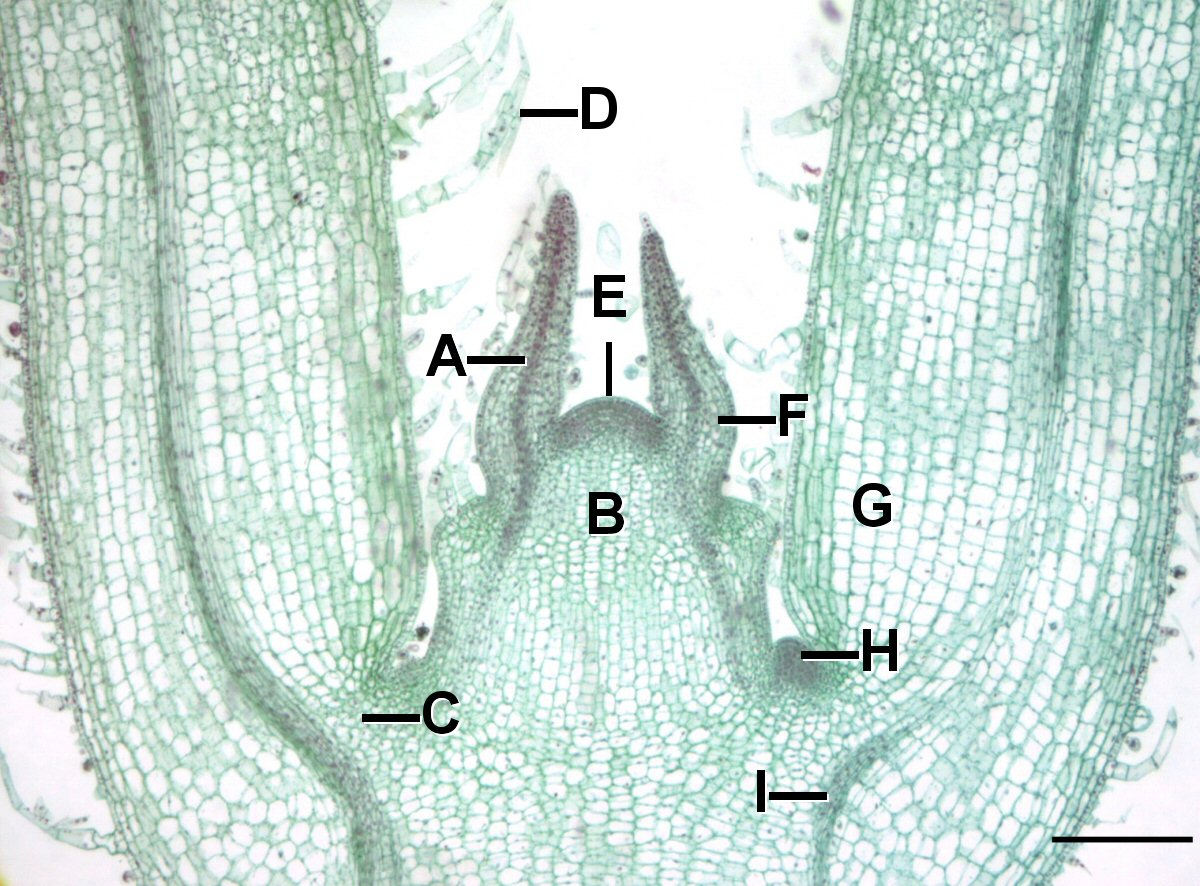
نمای میکروسکوپی نوک ساقه گیاه حسن‌یوسف که شکاف‌های برگ (C) و رد برگ (I) از برگ‌های جوان را نشان می‌دهد.

شکاف برگ (انگلیسی: Leaf gap)، فضایی در ساقه گیاه است که از طریق آن برگ رشد می‌کند. برگ توسط رد برگ به ساقه متصل می‌شود که از طریق شکاف برگ رشد می‌کند. شکاف برگ، شکستگی در بافت آوندی ساقه بالای نقطه اتصال اثر برگ است. در ناحیه گره ساقه به‌صورت شکافی در تداوم استوانه آوندی اولیه، بالاتر از سطحی که رد برگ به سمت برگ جدا می‌شود. این شکاف با بافت پارانشیم پر می‌شود وجود دارد.